# Maurits Kjærgaard
Maurits Kjærgaard (Herlev, 26 giugno 2003) è un calciatore danese, centrocampista del Salisburgo.

## Caratteristiche tecniche
È un centrocampista offensivo, rapido ed elegante nei movimenti, nonostante la prestanza fisica, e dotato di notevoli capacità tecniche. Di piede sinistro, ha anche un'ottima visione di gioco, intelligenza tattica e buone abilità nel dribbling.
È stato paragonato a Kevin De Bruyne, ma ha dichiarato di ispirarsi principalmente a Kaká.
Nel 2020, è stato inserito nella lista dei migliori sessanta calciatori nati nel 2003, stilata dal quotidiano inglese The Guardian.

## Carriera

### Club
Proveniente dalle giovanili del Lyngby, con cui ha iniziato ad allenarsi in prima squadra a soli quindici anni, nell'estate del 2019 Kjærgaard si trasferisce al Salisburgo, per l'equivalente di 2,6 milioni di euro. Qui, viene subito aggregato alla rosa della seconda squadra degli austriaci, il Liefering, con cui debutta fra i professionisti il 16 agosto del 2019, subentrando a Kim Jung-Min al 64º minuto dell'incontro di seconda serie con l'Horn, vinto dalla sua squadra per 3-2. Il 26 giugno del 2020, invece, va a segno per la prima volta, realizzando una doppietta che consente al Liefering di imporsi per 3-2 sul Kapfenberger. In tutto, Kjærgaard ha segnato sette goal e fornito 14 assist durante il suo periodo con il Liefering.
Il 28 febbraio 2021, Kjærgaard esordisce con la prima squadra del Salisburgo nell'incontro di campionato perso in trasferta per 2-1 contro lo Sturm Graz. Nonostante questa sia la sua unica presenza per la squadra in tutta la stagione, contribuisce comunque alla vittoria del loro ottavo titolo consecutivo. Il 2 novembre 2021, invece, il centrocampista debutta in Champions League, scendendo in campo durante la gara in trasferta contro il Wolfsburg, persa per 2-1 e valida per la fase a gironi della competizione.
Poche settimane dopo, Kjærgaard viene definitivamente aggregato alla prima squadra del Salisburgo, e l'8 marzo del 2022, durante la gara di ritorno degli ottavi di finale di Champions League contro il Bayern Monaco, segna la sua prima rete con Die Roten Bullen, che però risulta il gol della bandiera per gli austriaci, incappati in una rovinosa sconfitta per 7-1. Il 20 marzo successivo, invece, arriva la sua prima rete in campionato, con cui contribuisce alla vittoria della sua squadra per 4-1 in casa del Wolfsberger.

### Nazionale
Kjærgaard ha rappresentato la Danimarca a diversi livelli giovanili.
Nell'agosto del 2021, ha ricevuto la sua prima convocazione nella nazionale Under-21 danese, con cui, dopo aver giocato un'amichevole non ufficiale contro la Grecia, ha esordito il 7 settembre seguente, giocando l'intera partita contro i pari età del Kazakistan, vinta dai danesi per 1-0 e valida per le qualificazioni all'Europeo di categoria del 2023. Con la Danimarca, il centrocampista ha infine raggiunto lo spareggio per la qualificazione alla stessa competizione, poi perso ai rigori contro la Croazia.

## Statistiche

### Presenze e reti nei club
Statistiche aggiornate al 27 ottobre 2024.
| Stagione          | Squadra           | Campionato        | Campionato | Campionato | Coppe nazionali | Coppe nazionali | Coppe nazionali | Coppe continentali | Coppe continentali | Coppe continentali | Altre coppe | Altre coppe | Altre coppe | Totale | Totale |
| Stagione          | Squadra           | Comp              | Pres       | Reti       | Comp            | Pres            | Reti            | Comp               | Pres               | Reti               | Comp        | Pres        | Reti        | Pres   | Reti   |
| ----------------- | ----------------- | ----------------- | ---------- | ---------- | --------------- | --------------- | --------------- | ------------------ | ------------------ | ------------------ | ----------- | ----------- | ----------- | ------ | ------ |
| 2019-2020         | Liefering         | 2L                | 13         | 2          | -               | -               | -               | -                  | -                  | -                  | -           | -           | -           | 13     | 2      |
| 2020-2021         | Liefering         | 2L                | 28         | 3          | -               | -               | -               | -                  | -                  | -                  | -           | -           | -           | 28     | 3      |
| 2021-2022         | Liefering         | 2L                | 6          | 2          | -               | -               | -               | -                  | -                  | -                  | -           | -           | -           | 6      | 2      |
| Totale Liefering  | Totale Liefering  | Totale Liefering  | 47         | 7          |                 | -               | -               |                    | -                  | -                  |             | -           | -           | 47     | 7      |
| 2020-2021         | Salisburgo        | BL                | 1          | 0          | CA              | 0               | 0               | UCL+UEL            | -                  | -                  | -           | -           | -           | 1      | 0      |
| 2021-2022         | Salisburgo        | BL                | 17         | 2          | CA              | 5               | 1               | UCL                | 4                  | 1                  | -           | -           | -           | 26     | 4      |
| 2022-2023         | Salisburgo        | BL                | 26         | 2          | CA              | 3               | 0               | UCL+UEL            | 6+1                | 0                  | -           | -           | -           | 36     | 2      |
| 2023-2024         | Salisburgo        | BL                | 17         | 2          | CA              | 4               | 1               | UCL                | 3                  | 0                  | -           | -           | -           | 24     | 3      |
| 2024-2025         | Salisburgo        | BL                | 6          | 0          | CA              | 1               | 1               | UCL                | 5                  | 4                  | Cmc         | -           | -           | 12     | 5      |
| Totale Salisburgo | Totale Salisburgo | Totale Salisburgo | 67         | 6          |                 | 13              | 3               |                    | 19                 | 5                  |             | -           | -           | 99     | 14     |
| Totale carriera   | Totale carriera   | Totale carriera   | 104        | 13         |                 | 13              | 3               |                    | 19                 | 5                  |             | -           | -           | 146    | 21     |

## Palmarès

### Club

#### Competizioni nazionali
- Campionato austriaco: 3

Salisburgo: 2020-2021, 2021-2022, 2022-2023
- Coppa d'Austria: 1

Salisburgo: 2021-2022